# ماريو بازاليتش
ماريو بازاليتش (بالألمانية: Mario Pašalić) مواليد 9 فبراير 1995 في ماينتس، هو لاعب كرة قدم كرواتي. يلعب كلاعب وسط. مثّل منتخب كرواتيا لكرة القدم. يلعب حالياً في نادي اتلانتا بيرغامو الإيطالي

## مرحلة الشباب

### أندية لعب لها
- هايدوك سبليت

## المسيرة الاحترافية
بعد ان هاجرت عائلته إلى كرواتيا بدء ممارسة كرة القدم في اكادمية هايدوك سبليت في عام 2006 ولعب لجميع الفئات العمرية في النادي وفي موسم 2013-2012 استطاع اللعب مع الفريق الأول ولعب مباراته الأولى مع الفريق في 14 أبريل كبديل للاعب ايفان فاكوفيتش في الدقيقة 90 من المباراة التي استطاع نادي هايدوك سبليت الفوز بنتيجة 2-1 على نادي سيبالا.
في موسم 2014-2013 برز اللاعب الكرواتي ماريو بازاليتش رفقة ناديه هايدوك سبليت واستطاع المشاركة في 36 مباراة مسجلا 11 هدف من ابرزها هدفا الفوز على دينامو زغرب بنتيجة 2-0 في الديربي ليلفت انظار العديد من الاندية الأوروبية من ابرزها تشيلسي الذي استطاع شرائه مقابل 3 ملايين يورو في صيف 2014 لكنه لم يلعب اية مباراة رفقة تشيلسي لينتقل على سبيل الإعارة إلى نادي التشيه الاسباني في موسم 2015-2014 ويشارك في 31 مباراة مسجلا 3 اهداف الأول ضد نادي قرطبا 2-0 والثاني امام نادي ديبور تيفو لاكارونيا في المباراة التي انتهت بنتيجة 4-0 لصالح التشيه اما الثالث فكان امام نادي ملقا في المباراة التي انتهت بنتيجة 2-1 لنادي التشيه. وفي موسم 2016-2015 انتقل على سبيل الإعارة لنادي موناكو مقابل انتقال المهاجم الكولومبي رادميل فالكاو على سبيل الإعارة لنادي تشلسي في صفقة تبادلية بين الطرفين. وخاض بازاليتش 21 مباراة مع نادي موناكو واستطاع تسجيل 6 اهداف مع تقديم مستوى رائع في كثير من المباريات.
وفي 27 من أغسطس 2016 قرر نادي تشلسي اعارته لنادي اية سي ميلان الإيطالي واستطاع خوض 26 مباراة مع الميلان مسجلا 5 اهداف. واستطاع الفوز بكاس السوبر الإيطالي رفقة نادي اية سي ميلان ولكن إدارة نادي ميلان لم تقدم أي عرض لشراء اللاعب رغم المستوى الرائع الذي ظهر به وبذلك تنتهي اعارته ويعود لنادي تشلسي.
وبعد عودته لنادي تشلسي قرر النادي اعارت اللاعب البالغ من العمر 22 سنة لنادي سبارتك موسكو الروسي.
فرق لعب لها
- هايدوك سبليت
- تشيلسي

### أهدافه الدولية
| #  | التاريخ         | المكان                             | المشاركة | الخصم    | الهدف | النتيجة | المسابقة                          |
| -- | --------------- | ---------------------------------- | -------- | -------- | ----- | ------- | --------------------------------- |
| 1  | 7 أوكتوبر 2020  | إيه إف جي أرينا، سانت غالن، سويسرا | 15       | سويسرا   | 2–1   | 2–1     | ودية                              |
| 2  | 11 نوفمبر 2020  | فودافون بارك، إسطنبول، تركيا       | 18       | تركيا    | 2–2   | 3–3     | ودية                              |
| 3  | 27 مارس 2021    | ملعب رييكا، رييكا، كرواتيا         | 22       | قبرص     | 1–0   | 1–0     | تصفيات كأس العالم 2022 (يويفا)    |
| 4  | 28 يونيو 2021   | ملعب باركن، كوبنهاغن، الدنمارك     | 27       | إسبانيا  | 3–3   | 3–5     | بطولة أمم أوروبا 2020             |
| 5  | 7 سبتمبر 2021   | ملعب بولجد، سبليت، كرواتيا         | 30       | سلوفينيا | 2–0   | 3–0     | تصفيات كأس العالم 2022            |
| 6  | 11 نوفمبر 2021  | ملعب تاقلعي الوطنيـ تاكالي، مالطة  | 33       | مالطا    | 3–1   | 7–1     | تصفيات كأس العالم 2022            |
| 7  | 10 يونيو 2022   | ملعب باركن، كوبنهاغن، الدنمارك     | 39       | الدنمارك | 1–0   | 1–0     | دوري الأمم الأوروبية 2022-23      |
| 8  | 14 يونيو 2023   | دي كويب، روتردام، هولندا           | 53       | هولندا   | 2–1   | 4–2     | نهائيات دوري الأمم الأوروبية 2023 |
| 9  | 8 سبتمبر 2023   | ملعب رييكا، رييكا، كرواتيا         | 55       | لاتفيا   | 5–0   | 5–0     | تصفيات بطولة أمم أوروبا 2024      |
| 10 | 15 أوكتوبر 2023 | ملعب كارديف، كارديف، ويلز          | 58       | ويلز     | 1–2   | 1–2     | تصفيات بطولة أمم أوروبا 2024      |

## روابط خارجية
- ماريو بازاليتش على موقع الاتحاد الدولي (مؤرشف)  (الإنجليزية)
- ماريو بازاليتش على موقع الاتحاد الأوربي (الإنجليزية)
- ماريو بازاليتش على موقع اتحاد كرواتيا (الكرواتية)
- ماريو بازاليتش على موقع قاعدة بيانات كرة القدم.إي يو (الإنجليزية)
- ماريو بازاليتش على موقع ليكيب (الفرنسية)
- ماريو بازاليتش على موقع ناشيونال فوتبول تيمز (الإنجليزية)
- ماريو بازاليتش على موقع Soccerbase.com (لاعب) (الإنجليزية)
- ماريو بازاليتش على موقع Soccerway.com (الإنجليزية)
- ماريو بازاليتش على موقع عالم كرة القدم.نت (الإنجليزية)
- ماريو بازاليتش على موقع AS.com (الإسبانية)